# Defuzzificación
Defuzzificación es el proceso de obtener un valor cuantificable en Lógica clásica, dados conjuntos difusos y sus correspondientes grados de membresía. Es el proceso que transforma un conjunto difuso a un conjunto clásico. Por lo general es necesario en sistemas de control difuso; estos poseen una serie de reglas que transforman un número de variables en un resultado difuso, es decir, el resultado se describe en términos de membresía en conjuntos difusos. Por ejemplo, las reglas diseñadas para decidir cuánta presión aplicar pueden resultar en "Disminuir la presión (15%), mantener la presión (34%), aumentar la presión (72%)". Defuzzificación es la interpretación de los grados de pertenencia de los conjuntos difusos en una decisión específica o valor real.

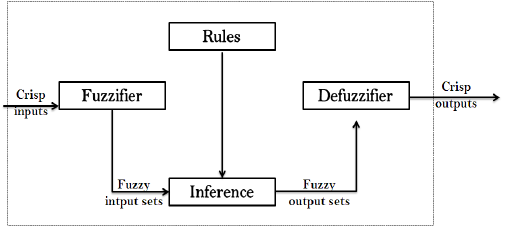
Defuzzificación

El método de defuzzificación más simple pero menos útil es elegir el conjunto con la membresía más alta, en este caso, "Aumentar presión", ya que tiene una membresía de 72% e ignorar a los demás, y convertir este 72% a algún número. El problema con este enfoque es que pierde información. Las reglas que exigían disminuir o mantener la presión bien podrían no haber estado allí en este caso.
Una técnica de defuzzificación común y útil es "centro de gravedad". En primer lugar, los resultados de las reglas deben sumarse de alguna manera. La función de membresía de conjunto difuso más típica tiene el gráfico de un triángulo. Ahora, si este triángulo fuera cortado en una línea horizontal recta en algún lugar entre la parte superior e inferior, y la parte superior fuera eliminada, la porción restante forma un trapezoide. El primer paso de la defuzzificación típicamente "corta" partes de los gráficos para formar trapecios (u otras formas si las formas iniciales no eran triángulos). Por ejemplo, si la salida tiene "Disminuir presión (15%)", este triángulo se reducirá un 15% desde la parte inferior. En la técnica más común, todos estos trapecios se superponen uno sobre otro formando una única figura geométrica. Luego, se calcula el centroide de esta figura, llamado, centroide difuso. La coordenada x del centroide es el valor defuzzificado.

## Métodos
Existen muchos métodos de defuzzificación entre los que se hallan:
- IA (Integración adaptativa)
- DBDD (Distribuciones básicas de defuzzificación )
- BDA (Bisectriz de área)
- DDR (Defuzzificación de decisión de restricciones)
- CDA (Centro de área)
- CDG (Centro de gravedad)
- CAE (Centro de área extendido)
- MCE (Método de calidad extendida)
- DDCD (Defuzzificación de clústers difusos)
- MD (Media difusa)
- PM (Primer máximo)
- GLSD (Nivel generalizado de defuzzificación)
- CDGI (Centro de gravedad indexado)
- VI (Valor de influencia)
- UM (Último máximo)
- MDLM (Media de los máximos)
- MDM (Medio de máximo)
- MC (Método de calidad)
- EADM (Elección aleatoria de máximo)
- DSL (Defuzzificación semi-lineal)
- MDP (Media Difusa Ponderada)

Los métodos de máximos son buenos candidatos  para sistemas de razonamiento difuso. Los métodos de distribución y de área exhiben la propiedad de continuidad que los hace apropiados para controladores difusos.